# Mandevilla montana
Mandevilla montana là một loài thực vật có hoa trong họ La bố ma. Loài này được (Kunth) Markgr. mô tả khoa học đầu tiên năm 1924.